# Centre de loisirs d'Hervanta
Le Centre de loisirs d'Hervanta (finnois : Hervannan vapaa-aikakeskus) est un bâtiment construit dans le quartier d'Hervanta de Tampere en Finlande.

## Description
Le centre commercial, le centre d'activités d'Hervanta et le centre de loisirs d'Hervanta forment l'axe central d'Hervanta, conçu par Raili et Reima Pietilä, qui est classé parmi les sites culturels construits d'intérêt national en Finlande,.
La construction du centre de loisirs conçu par  Raili et Reima Pietilä se termine en 1979.
Le centre est doté d'équipements divers, on peut par exemple y pratiquer la poterie, la céramique ou le tricot.
Il dispose également d'un centre de remise en forme.
La salle pour les jeux de balle peut accueillir un public de 500 personnes.

## Galerie

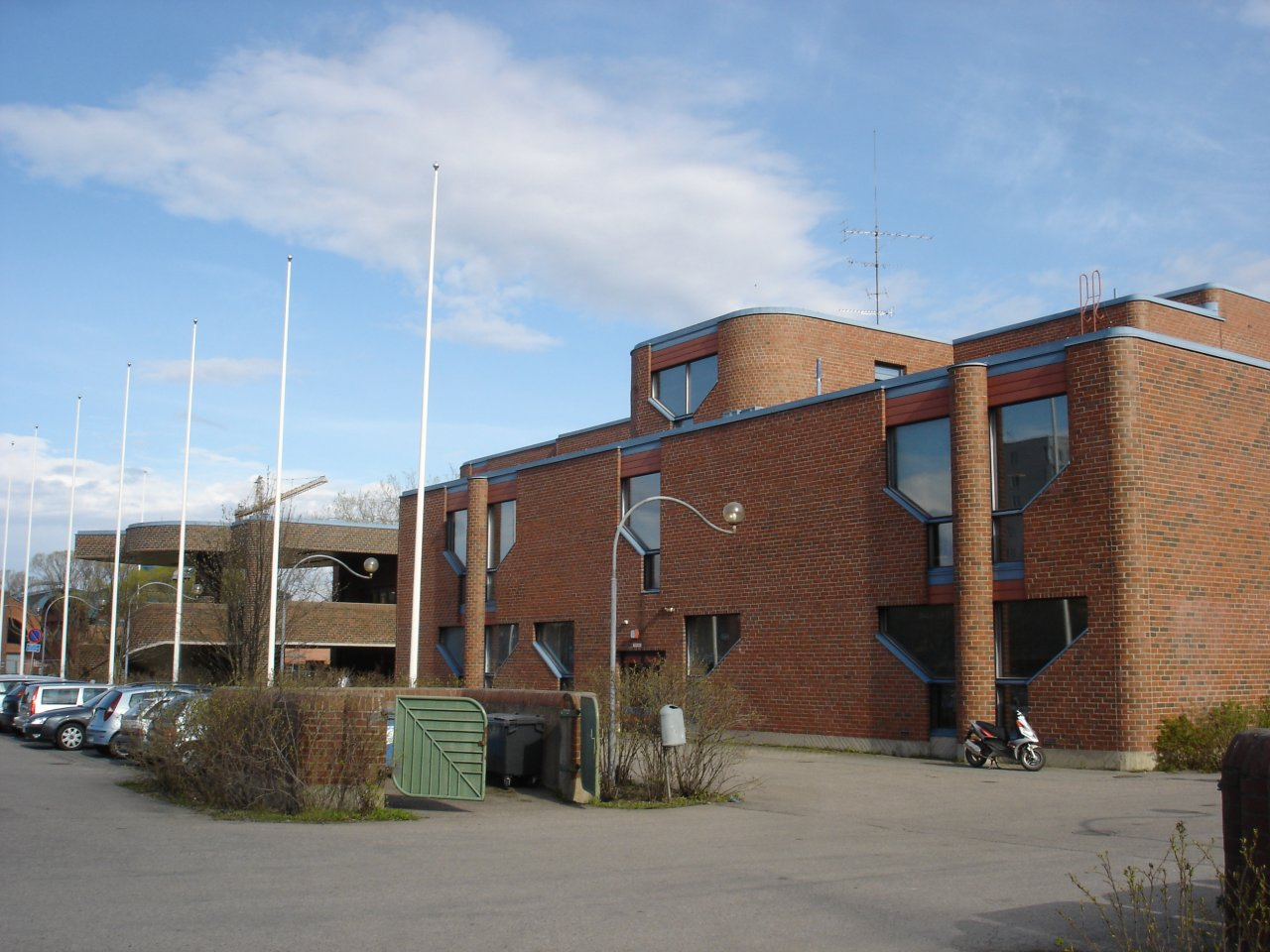
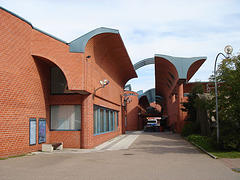
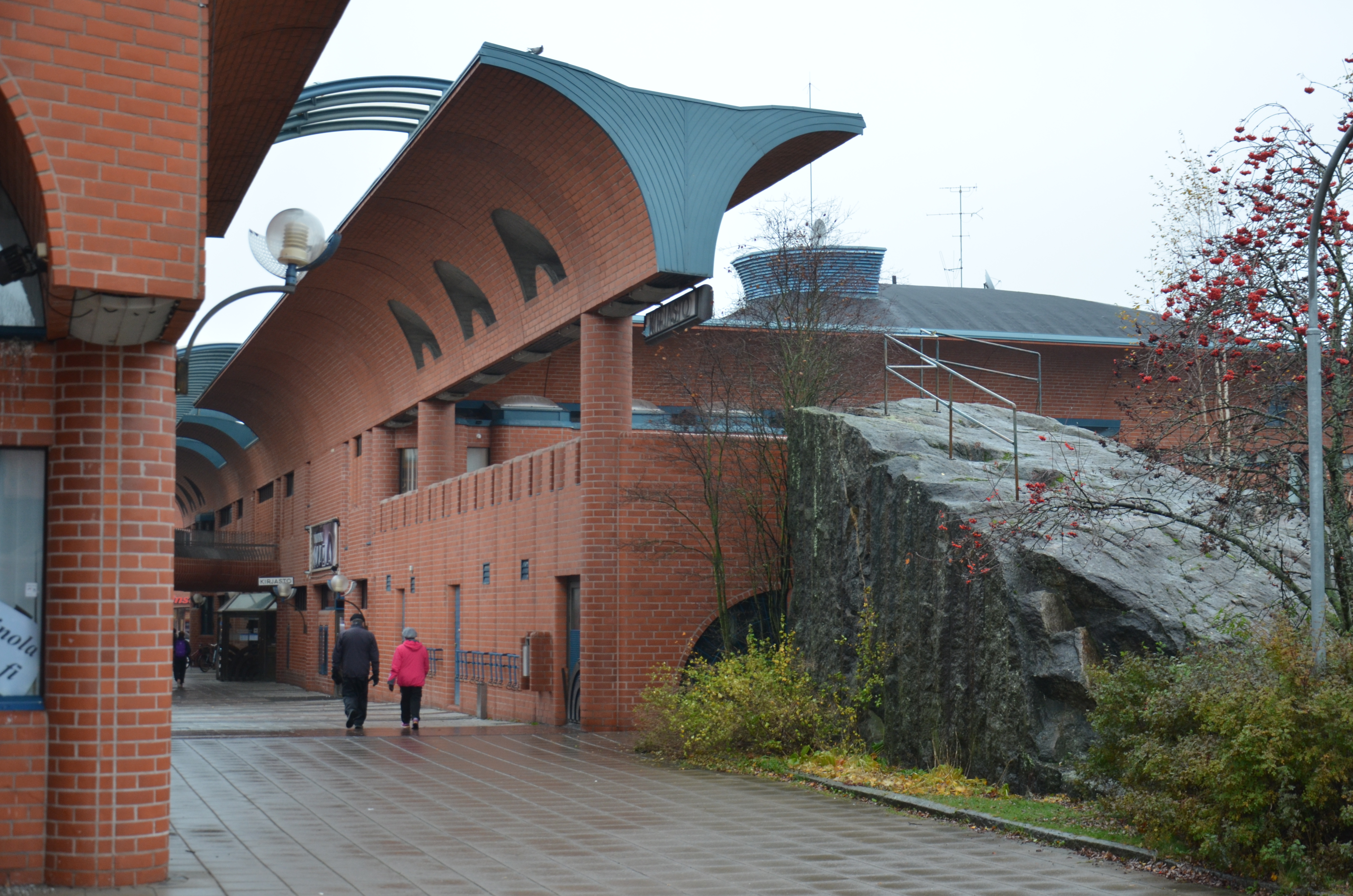